# سافات (ملاكمة فرنسية)
الملاكمة الفرنسية (سافات). (بالفرنسية: savate boxe française)‏، هو من الفنون القتالية، تجمع بين منازلين يرتديان قفازن ونعلان، للضرب بقبضة اليد والقدمين.
ظهرت في القرن التاسع عشر في المبارزة التقليدية الفرنسية، في مأخدها اللغوي العقل. معروف منذ ظهوره باسم «سافات» (savate) أو «فن سافات»، كانت موجودة طوال القرن العشرين، معروفة باسم «الملاكمة الفرنسية»، بعدها في الأخير (ورسميا) شُهرت مرة أخرى «سافات الملاكمة الفرنسية» في عام 2002. حاليا انضباط أدبي دولي ينتمي إلى مجموعة ملاكمة قبضة اليد - والقدم. «سافات» في الفرنسية القديمة يعني «الحذاء القديم». الرجل الذي يمارس السافات يسمى رامي ووتسمى المرأة رامية.
وقد تم إدراج الملاكمة الفرنسية سافات رسميا في التراث الثقافي الغير مادي في فرنسا في عام 2015.

## وصلات خارجية
- La savate vue par Théophile Gautier (1811-1872): Le Maître de chausson (1842)
- historique de la discipline
- Site de la Fédération Française de Savate Bf & D.A.